# Шансі
Шансі (фр. Chancy) — громада  в Швейцарії в кантоні Женева.

## Географія
Громада розташована на відстані близько 145 км на південний захід від Берна, 16 км на захід від Женеви.
Шансі має площу 5,4 км², з яких на 11,3% дозволяється будівництво (житлове та будівництво доріг), 52% використовуються в сільськогосподарських цілях, 32,3% зайнято лісами, 4,3% не є продуктивними (річки, льодовики або гори).

## Демографія
2019 року в громаді мешкало 1698 осіб (+47,7% порівняно з 2010 роком), іноземців було 21,1%. Густота населення становила 316 осіб/км².
За віковим діапазоном населення розподілялося таким чином: 29,8% — особи молодші 20 років, 59% — особи у віці 20—64 років, 11,2% — особи у віці 65 років та старші. Було 548 помешкань (у середньому 3 особи в помешканні).
Із загальної кількості 134 працюючих 7 було зайнятих в первинному секторі, 18 — в обробній промисловості, 109 — в галузі послуг.